# アルファロメオ・SE048
アルファロメオ・SE048は、アルファロメオが1992年シーズンのスポーツカー世界選手権用に製作した、グループC規定のプロトタイプレーシングカーである。又、イタリア本国では「スポルト・プロトティーポ」(Sport Prototipo)とも呼ばれる。

## 概要
スポーツカー世界選手権用にアバルトにより製作されたが同選手権の消滅により、この車が実戦に出ることはなかった。
リア部分にホイールスパッツが装着されている以外は同時期のプロトタイプレーシングカーと比べても大きな特徴はない。タイヤはミシュラン製、ホイールはスピードライン製、ブレーキキャリパーはブレンボ製、ステアリングホイールはモモ製である。
エンジンはこちらもお蔵入りとなったプロカー選手権で活躍予定であった164 プロカー4で使用予定であった3.5リットルV型10気筒で、プロカー4プロジェクト時に十数基程製作されたが、こちらも試作テスト段階までに留まった。